# نظام قضایی روسیه

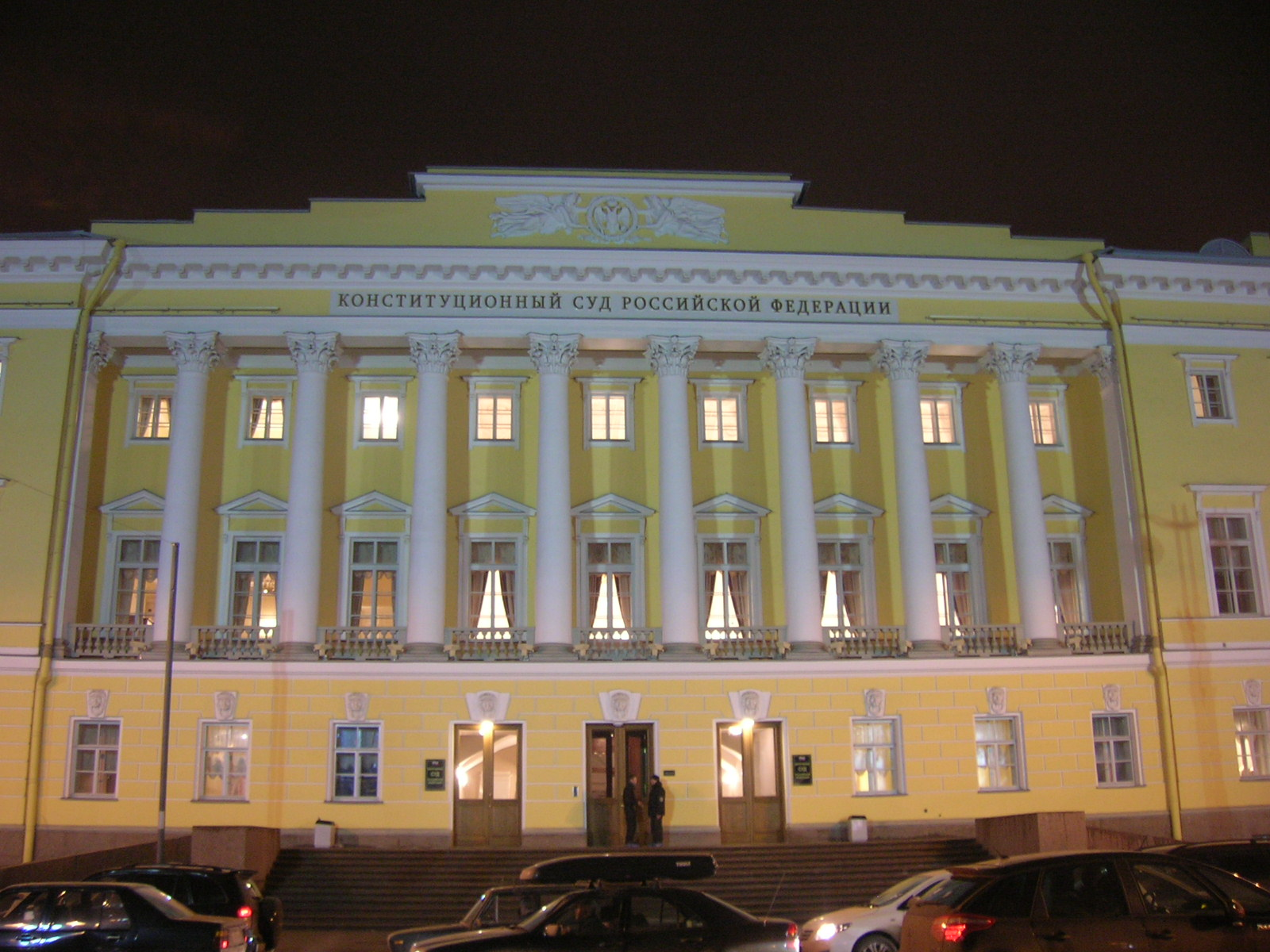
دادگاه قانون اساسی روسیه

نظام قضایی روسیه (به انگلیسی: Judiciary of Russia)، به تمام نهادهای قضایی، در فدراسیون روسیه اشاره دارد. پس از فروپاشی شوروی در دسامبر ۱۹۹۱، فدراسیون روسیه بزرگ‌ترین کشوری است که پس از این فروپاشی به وجود آمده است. دو سال بعد و در دسامبر ۱۹۹۳ همه پرسی برگزار شد و یک قانون اساسی جدید به تصویب رسید.

## قوه قضاییه

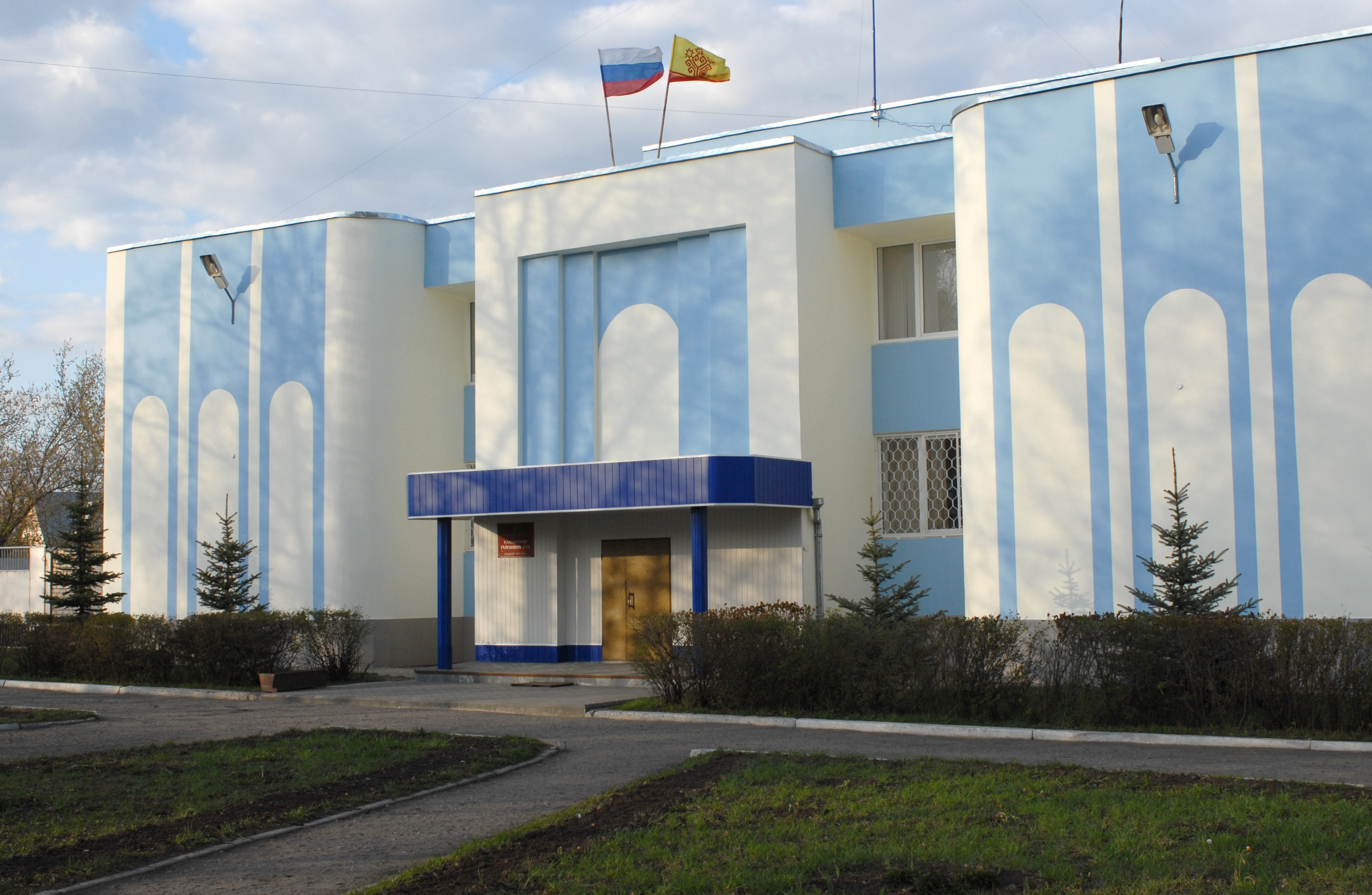
دادگاه منطقه Kanashsky در چواشستان

دادگاه قانون اساسی فدراسیون روسیه شامل ۱۹ قاضی است. تمام قضات توسط شخص رئیس‌جمهور و با رضایت شورای فدراسیون انتخاب می‌شوند. براساس قانون ۱۹۹۳، حل اختلافات میان نهادهای قانونگذاری و اجرایی کشور، برطرف کردن تنش‌ها میان مسکو و دولت‌های منطقه‌ای و محلی، بررسی درخواست‌های نهادهای مختلف دولتی و شرکت در فرایند استیضاح رئیس‌جمهور از جمله اختیارات دادگاه قانون اساسی است. گرچه قوه قضاییه روسیه از لحاظ تئوریک مستقل است، اما غربی‌ها ادعا می‌کنند بسیاری از بخش‌های این نهاد قضایی تحت کنترل سیاسی کرملین و بخصوص شخص پوتین است.